# Суйо Лацио
Суйо — курортный город в Италии, входит в муниципалитет Кастельфорте, провинции Латина, область Лацио, Италия.

## Местоположение
Суйо расположен на склоне горы Аурунчи, не берегу реки Гарильяно, в долине Суйо Терме, известной выходами термальных лечебных источников. Город разделен на две части: Верхний Суйо (Suio Alto), расположенный на холме, и Нижний Суйо (Suio Paese), расположенный у подножия холма на берегу Гарильяно.
На территории Суйо находится завод по производству и розливу питьевой минеральной воды разной степени минерализации, а также 9 бальнеологических лечебниц.
В верхней части Суйо и ближайшего города Кастельфорте (центра одноимённой коммуны) находятся средневековые замки. В Нижнем Суйо расположен храм 13 в. Ордена Госпитальеров. Недалеко, в соседнем городе святых Косьмы и Дамиана находится одноимённая базилика. В 12-ти километрах от Суйо — ближайшее побережье Тирренского моря.

## История
До римских времен район являлся частью территории Пентаполи Аурунча (Pentapoli Aurunca). Первые поселения на территории нынешнего Суйо восходят к народу Аурунчи (Aurunci), с древности использовавших местные термальные воды. Римляне взяли под контроль территорию современного Суйо после битвы при городе Весери (Veseris) в 314 г. до н. э. Некоторые историки, такие как Джозеф Томассино (Giuseppe Tommasino), полагают, что название Весери этимологически происходит из самоназвания местных жителей — Sujus.
В римскую эпоху император Луций Сеттимо Северо (Lucio Settimio Severo) проложил дорогу от города-порта Минтурно до термальной долины Суйо, которая стала называться Купальные или Вешанские воды (Aquae Vescinae).
Примерно в 1040 г.н. э. (первые письменные упоминания) в Суйо, на высоком холме, над северным берегом реки был построен замок, призванный контролировать устье реки Гарильяно и следить за появлением сарацинских пиратов и их поселений в долине. После битвы при Гарильяно (915 г.н. э.) Суйо становится частью княжества Гаэта (город на побережье Терренского моря в 25 км от Суйо).
В 1078 г.н. э. Суйо был приобретен аббатством Монтекассино (Montecassino) и стал речным портом для транспортировки грузов в аббатство. Как новым землям, приобретенных аббатством, в октябре 1079 настоятелем Десидерио для жителей Суйо было предоставлены значительные права и привилегии.
В тринадцатом веке в нижней части Суйо была выстроена романская церковь Санта-Мария, которая, лежит на восьмиугольном основании античной виллы Зетос (Zethos), принадлежавшей греческому античному философу Плотину, который получал облегчение своим болезням на термальных источниках Суйо до 270 д.н. э. Церковь 13-го века имела пристройку для больных, ищущих исцеление на горячих источниках, и управлялась орденом Госпитальеров Гаэты (Странноприимный орден).
В 1807 Суйо был объединён с городом Кастельфорте в единый муниципалитет Суйо-Кастельфорте. Во время Второй мировой войны через город проходила линия Густава, а замок Суйо был частично поврежден в результате боевых действий. На сегодняшний день Суйо — самая крупная часть муниципалитета Суйо-Кастельфорте и благодаря именно Суйо муниципалитет входит в национальную Ассоциацию коммун с термальными источниками.